# NGC 4608

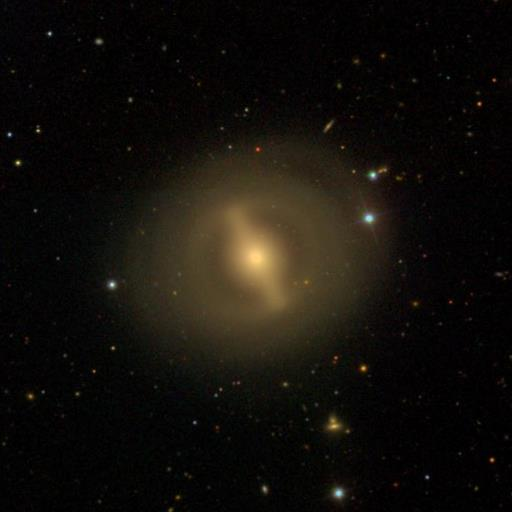
Hình ảnh của NGC 4608

NGC 4608 là tên của một thiên hà hình hạt đậu có cấu trúc thanh chắn nằm trong chòm sao Xử Nữ. Khoảng cách của thiên hà này với chúng ta là khoảng xấp xỉ 56 triệu năm ánh sáng. Ngày 15 tháng 3 năm 1784, nhà thiên văn học người Anh gốc Đức William Herschel đã phát hiện ra thiên hà này. Nó là một thiên hà thành viên trong cụm thiên hà Xử Nữ.
NGC 4608 có một cấu trúc thanh chắn rất rõ ràng. Bao quanh thanh chắn là một cấu trúc đai bên trong xuất hiện rõ ràng bởi một đỉnh nhọn phía trong. Bên ngoài cái đai ấy, nó có một cái đĩa thiên hà với độ sáng bề mặt thấp và cái đĩa ấy có những dấu vết mờ nhạt của sự xoắn ốc.
Đĩa thiên hà của NGC 4608 thực chắn được xem là không tồn tại, có hai giải thích được đưa ra. Thứ nhất, thanh chắn của thiên hà này được hình thành mà không có sự xuất hiện của đĩa thiên hà. Thứ hai, ban đầu cấu trúc thanh được hình thành và nó rất nhỏ. Qua thời gian, nó dẫn phát triển và lớn lên làm mất đi mô men động lượnbg của đĩa khiến cho vật chất của đĩa đổ dồn về thanh chắn như ta đổ nước vào một cái phễu. Và sau đó, bao quanh thanh chắn là một quầng sáng với một cái đĩa mờ nhạt hoặc là không hề có cái đĩa nào ở đó.

## Dữ liệu hiện tại
Theo như quan sát, đây là thiên hà nằm trong chòm sao Xử Nữ và dưới đây là một số dữ liệu khác:
Xích kinh 12h 41m 13.3s
Xích vĩ 10° 09′ 20″
Giá trị dịch chuyển đỏ 0.006171/1850 km/s
Cấp sao biểu kiến 11.97
Kích thước biểu kiến 3.2 x 2.7
Loại thiên hà SB0^0(r) 